# Liste der Kulturdenkmale in Windbergen
In der Liste der Kulturdenkmale in Windbergen sind alle Kulturdenkmale der schleswig-holsteinischen Gemeinde Windbergen (Kreis Dithmarschen) aufgelistet (Stand: 10. März 2025).

## Legende
In den Spalten befinden sich folgende Informationen:
- Objekt-ID: die Nummer des Kulturdenkmales
- Lage: die Adresse des Kulturdenkmales und die geographischen Koordinaten. Kartenansicht, um Koordinaten zu setzen. In der Kartenansicht sind Kulturdenkmale ohne Koordinaten mit einem roten Marker dargestellt und können in der Karte gesetzt werden. Kulturdenkmale ohne Bild sind mit einem blauen Marker gekennzeichnet, Kulturdenkmale mit Bild mit einem grünen Marker.
- Offizielle Bezeichnung: Bezeichnung des Kulturdenkmales
- Beschreibung: die Beschreibung des Kulturdenkmales
- Bild: ein Bild des Kulturdenkmales

## Sachgesamtheiten
| Objekt-ID      | Lage                                                 | Offizielle Bezeichnung    | Beschreibung | Bild            |
| -------------- | ---------------------------------------------------- | ------------------------- | --- | --------------- |
| 45496          | Gudendorfer Landweg 3a, 3 (54° 2′ 35″ N, 9° 7′ 0″ O) | Mühlenhof                 | Mühlenhof; Ensemble bestehend aus Kellerholländer von 1865 mit achtkantigem Rumpf und nordwestlich vorgelegtem ehem. Maschinenhaus von 1906 sowie einem Wohn- und Wirtschaftsgebäude aus Backstein von 1921 - Begründung: geschichtlich, Kulturlandschaft prägend - Schutzumfang: Windmühle (Gudenhofer Landweg 3a), Wohn- und Wirtschaftsgebäude (Gudenhofer Landweg 3) | BW              |
| 40560 Wikidata | Kirchstraße (54° 2′ 47″ N, 9° 6′ 57″ O)              | Kirche Zum heiligen Kreuz | Aktualisierung vorgesehen - Begründung: geschichtlich, künstlerisch, städtebaulich, Kulturlandschaft prägend - Schutzumfang: Kirche Zum heiligen Kreuz mit Ausstattung, Kirchhof, Feldsteinwall, Kirchhofspforte | Fotos hochladen |

## Bauliche Anlagen
| Objekt-ID     | Lage                                               | Offizielle Bezeichnung                    | Beschreibung | Bild                             |
| ------------- | -------------------------------------------------- | ----------------------------------------- | --- | -------------------------------- |
| 8390          | Gudendorfer Landweg 3 a (54° 2′ 34″ N, 9° 7′ 0″ O) | Windmühle                                 | Windmühle; 1865; Kellerholländer mit achtkantigem Rumpf mit Schindel- und Reetverkleidung, rekonstruierte Kappe mit Flügelkreuz aus Metall, nordwestlich vorgelegtes ehem. Maschinenhaus von 1906 - Begründung: geschichtlich, Kulturlandschaft prägend - Schutzumfang: gesamtes Objekt - Denkmaltyp: Bauliche Anlage, Sachgesamtheit: Mühlenhof | weitere Fotos \| Fotos hochladen |
| 3926 Wikidata | Kirchstraße (54° 2′ 47″ N, 9° 6′ 57″ O)            | Kirche Zum heiligen Kreuz mit Ausstattung | Alteintragung (Aktualisierung vorgesehen) - Begründung: geschichtlich, künstlerisch, städtebaulich - Schutzumfang: gesamtes Objekt - Denkmaltyp: Bauliche Anlage, Sachgesamtheit: Kirche Zum heiligen Kreuz | weitere Fotos \| Fotos hochladen |

## Gründenkmale
| Objekt-ID      | Lage                                    | Offizielle Bezeichnung | Beschreibung | Bild            |
| -------------- | --------------------------------------- | ---------------------- | --- | --------------- |
| 19654 Wikidata | Kirchstraße (54° 2′ 47″ N, 9° 6′ 56″ O) | Kirchhof               | Alteintragung (Aktualisierung vorgesehen) - Begründung: geschichtlich, Kulturlandschaft prägend - Schutzumfang: Kirchhof, Feldsteinwall, Kirchhofspforte - Denkmaltyp: Gründenkmal, Sachgesamtheit: Kirche Zum heiligen Kreuz | Fotos hochladen |

## Quelle
- Liste der Kulturdenkmale in Schleswig-Holstein – Kreis Dithmarschen (PDF)

- Karte mit allen Koordinaten:
- OSM |
- WikiMap